# Танцевальная площадка

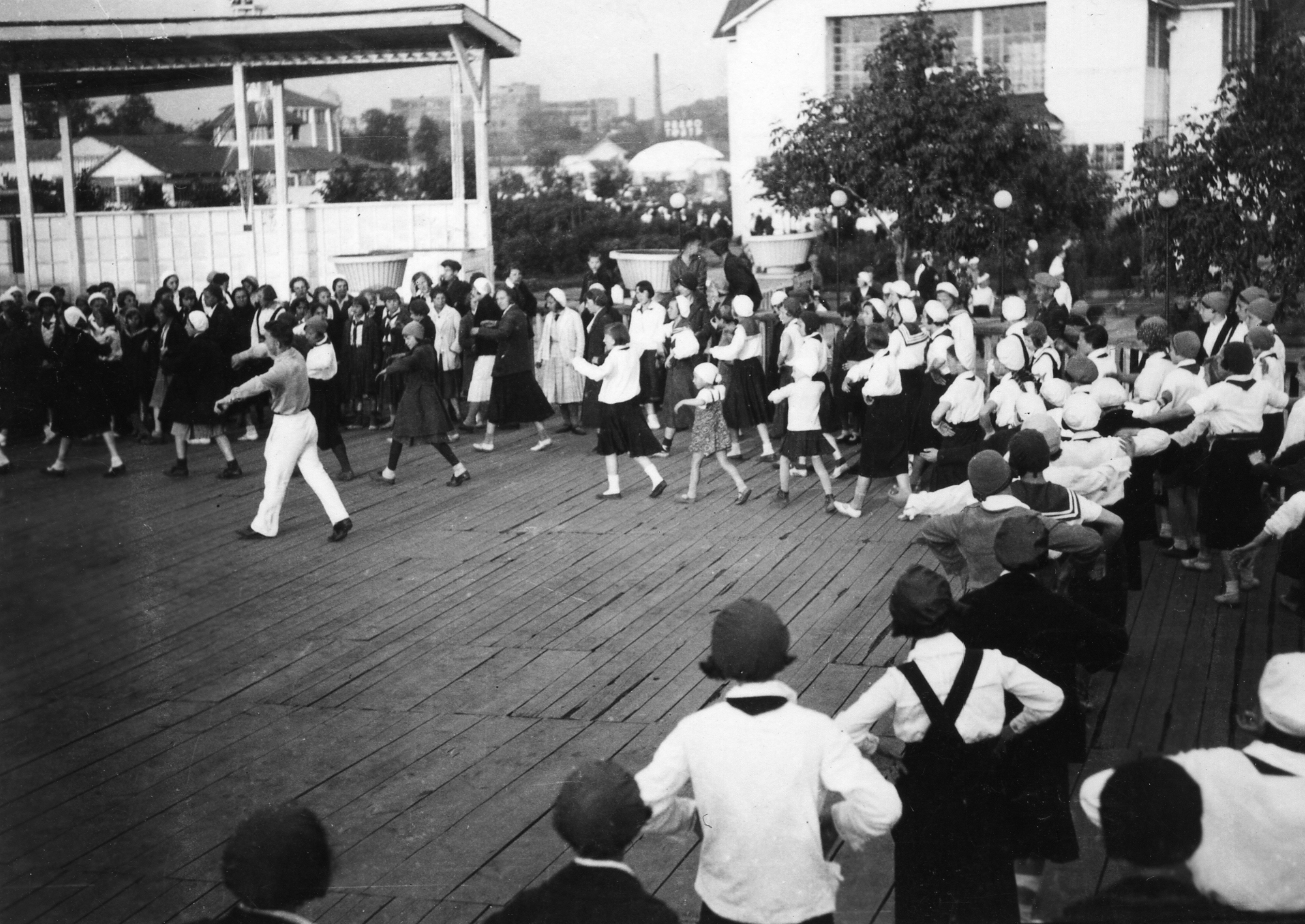
Танцплощадка (СССР, 1935)

Танцева́льная площа́дка (сокращенно танцплоща́дка) — так во времена СССР, как правило, называлось место на улице, где проводились дискотеки и вечера отдыха.
Как правило, танцплощадка представляла собой небольшой участок земли, ограждённый забором, внутри могла располагаться небольшая сцена, на которой размещалась аппаратура. В зависимости от популярности танцевальной площадки на сцене могли выступать ВИА или инструментальные ансамбли, но в большинстве случаев на танцплощадках звучали фонограммы.
В советское время танцплощадки под открытым воздухом были очень популярны среди молодёжи, так как альтернатив для отдыха было не так много. Часы работы танцплощадок в своём большинстве были в диапазоне от 18 до 23 часов. За порядком на большинстве танцевальных площадок следили сотрудники ДНД.
О том, насколько велика была популярность танцплощадок, можно понять из фильма режиссёра Самсона Самсонова «Танцплощадка», который был снят в 1985 году на Мосфильме.
Иногда танцплощадки размещались в парках на местах ликвидированных в советские годы кладбищ. Например, в Детском парке имени Дзержинского в Москве с 1936 г. (бывшее Лазаревское кладбище, ограды и кресты около площадки сохранялись до 1953 г.), в Комсомольском парке во Владивостоке, в парке им. А. С. Пушкина (около Успенского собора) и сквере около пл. Победы (быв. Ямское кладбище) во Владимире, в Саду меланжистов («Сад живых и мёртвых», бывшее Успенское кладбище до 1930-х гг.) в Иванове, в Летнем парке в городе Пучеж Ивановской области, около Вознесенской церкви в г. Кадом Рязанской области, в парке Копли в Таллине, на бывшем Иерусалимском кладбище в Иркутске и т. д. В 1990-е гг. обычно по требованию общественности такие танцплощадки закрывали либо переносили.